# Barry Jenkins (músico)
Colin Ernest "Barry" Jenkins (Leicester, Leicestershire, 22 de diciembre de 1944-Ramsgate, Thanet, 27 de enero de 2024) fue un músico británico, conocido sobre todo por haber sido baterista de The Animals durante las dos encarnaciones de ese grupo de los años sesenta.

## Carrera

### The Nashville Teens
Barry Jenkins sustituyó a Roger Groome como batería del grupo británico de R&B The Nashville Teens en 1963. En 1964 el grupo tuvo su primer gran éxito discográfico con "Tobacco Road". Jenkins también estuvo presente en su otro éxito de la lista de los diez primeros "Google Eye", así como en sus éxitos menores "The Little Bird", "The Hard Way" y "Find My Way Back Home".

### The Animals
En marzo de 1966, el batería original de los Animals, John Steel, abandonó el grupo tras el lanzamiento de su exitoso single "Inside-Looking Out". En ese momento, la banda se negaba a volver a firmar con su entonces manager de grabación, Mickie Most, al que habían despedido en 1965. Steel dejó la banda por agotamiento. Eric Burdon había conocido y estaba impresionado con Jenkins y su trabajo con The Nashville Teens. Tras la salida de Steel de The Animals, Jenkins fue contratado inmediatamente por Eric Burdon y la nueva dirección de la banda, sin una audición, para consternación del bajista Chas Chandler. Jenkins se unió a la banda para los álbumes Animalization y Animalism, publicados en julio y noviembre de 1966, respectivamente. En Animalization, Jenkins toca en cuatro temas, incluyendo los exitosos singles "Don't Bring Me Down" y "See See Rider". Jenkins aparece en la foto del grupo en la portada del álbum, mientras que el baterista fallecido John Steel aparece en la foto del grupo en la contraportada.

### Eric Burdon and The Animals
La primera encarnación de The Animals se disolvió en septiembre de 1966. El cantante de The Animals, Eric Burdon, formó entonces "Eric Burdon & The (New) Animals", con Jenkins como único miembro de la banda, aparte de Burdon, de la formación anterior. Junto con músicos de estudio, ambos grabaron el álbum "Eric is Here", grabado en otoño de 1966 y publicado en marzo de 1967. El álbum incluía "Help Me Girl", lanzado como un exitoso sencillo tanto en el Reino Unido como en los Estados Unidos. A mediados de octubre de 1966, Burdon formó un grupo completo bajo el nombre de Eric Burdon and The Animals, continuando con Jenkins como batería. La banda se asoció con el rock psicodélico. Entre septiembre de 1967 y diciembre de 1968, la banda lanzó una serie de álbumes y singles de éxito, estos últimos incluyendo "When I Was Young", "San Franciscan Nights", "Monterey", "Good Times" y "Sky Pilot". En todas estas canciones, Jenkins fue acreditado como coautor, junto con los otros miembros de la banda. Otros singles en los que participó fueron "White Houses" y "Ring of Fire". Esta segunda encarnación de The Animals se disolvió en diciembre de 1968. En ese momento, la banda tenía su sede en California. Jenkins fue el único miembro de la banda que regresó inmediatamente a Inglaterra tras la disolución.

### Tras la ruptura de Eric Burdon and The Animals
Tras la disolución de Eric Burdon and The Animals, Jenkins se retiró sustancialmente de las grabaciones y las actuaciones. En 1969, se unió a la banda Heavy Jelly, que incluía a Jackie Lomax en la voz, y en cuyas primeras grabaciones participaron Jim Capaldi y Chris Wood, entonces de Traffic. A Jenkins se le atribuye haber tocado el piano, junto con Brian Auger en los teclados, en Workers Playtime, el único álbum de 1971 del grupo B.B. Blunder, una rama del grupo Blossom Toes, y que incluía a Julie Driscoll en la voz. En 1975, contribuyó con la batería en selecciones de A Letter Home, un álbum que incluía actuaciones de su antiguo compañero de banda Hilton Valentine. En 1992, se unió a una versión reconstituida de los Animals, que incluía a los miembros de los "New Animals" Vic Briggs y Danny McCulloch. La banda tocó en el primer concierto de rock celebrado en la Plaza Roja de Moscú, como parte de un concierto benéfico para las víctimas del desastre nuclear de Chernóbil.
Durante muchos años, la principal ocupación de Jenkins ha sido la de propietario de Lukes Guitars, una tienda de guitarras en Ramsgate (Reino Unido), que vende instrumentos musicales nuevos y usados.